# نادي الأغر
نادي الأغر السعودي هو أحد أندية الدرجة الثالثة بمكة المكرمة في محافظة رنية. تأسس عام 1378 هـ . لديه شعبيه قويه جداً في محافظة رنية.